# Jakub Hanák
Jakub Hanák (Uherské Hradiště, 26 marzo 1983) è un canottiere ceco.

## Palmarès

### Olimpiadi
- 1 medaglia:
  - 1 bronzo (Pechino 2008 nel 4 di coppia)

### Mondiali
- 1 medaglia:
  - 1 argento (Milano 2003 nel 4 di coppia)

### Europei
- 1 medaglia:
  - 1 oro (Poznań 2007 nel M8)